# Прапор Калинівського району
Пра́пор Кали́нівського район́у — один з офіційних символів Калинівського району Вінницької області, затверджений 11 квітня 2007 року рішенням Калинівської районної ради.

## Опис
Прапор району — це прямокутне полотнище із співвідношенням сторін 2:3, у якому три горизонтальні смуги: червона, біла та синя у співвідношенні 10:1:10. У центрі прапора розташований герб району.